# Красноярово (Ілішевський район)
Красноя́рово (рос. Красноярово, башк. Ҡыҙылъяр) — присілок у складі Ілішевського району Башкортостану, Росія. Входить до складу Новомедведевської сільської ради.
Населення — 185 осіб (2010; 214 у 2002).
Національний склад:
- башкири — 87 %